# Paranoiac Personality
Singles de Alice Cooper
I'll Bite Your Face Off
(2011)
Paranoiac Personality est une chanson d'Alice Cooper issue de l'album Paranormal. La chanson est rendue disponible en téléchargement numérique le 9 juin 2017 via les plateformes iTunes, Deezer et Spotify. La chanson est également pressée sous format disque vinyle le 14 juillet 2017. Paranoiac Personality a été interprété la première fois en live le 21 juillet 2017 à Tromsøya en Norvège,,.
La deuxième piste du single est le titre I'm Eighteen interprété en live le 6 octobre 2015 à Dallas. Le live provient d'une réunion surprise avec les membres originaux d'Alice Cooper : le guitariste Michael Bruce, le batteur Neal Smith et le bassiste Dennis Dunaway. Le batteur du groupe U2, Larry Mullen Junior, est invité à participer à l'enregistrement du single, ainsi que sur l'ensemble des titres de l'album,,.

## Liste des titres
| A. | Paranoiac Personality ,       | Alice Cooper, Bob Ezrin, Tommy Henriksen, Tommy Denander             | 3:10 |
| B. | I'm Eighteen (live in Dallas) | Alice Cooper, Michael Bruce, Glen Buxton, Dennis Dunaway, Neal Smith | 4:20 |

## Musiciens
Paranoiac Personality
- Alice Cooper - chants
- Larry Mullen Junior - batterie
- Tommy Henriksen - guitare
- Tommy Denander - guitare

I'm Eighteen (live)
- Alice Cooper - chants
- Michael Bruce - guitare
- Neal Smith - batterie
- Dennis Dunaway - basse